# Josef Nývlt
Plk. Josef Nývlt (12. února 1916 Velké Svatoňovice – 15. září 1942 Biskajský záliv) byl pilot 311. československé bombardovací perutě RAF a oběť druhé světové války.

## Život

### Před druhou světovou válkou
Josef Nývlt se narodil 12. února 1916 ve Velkých Svatoňovicích na Trutnovsku. Ve svém rodišti vychodil obecnou školu, tři ročníky měšťanské pak v Úpici a poslední v Trutnově. Následně vystudoval obchodní akademii v Hradci Králové. Vojenskou prezenční službu nastoupil 1. října 1936, v jejím rámci absolvoval školu důstojníků letectva v záloze v Prostějově a pilotní výcvik v Chebu. Službu ukončil v roce 1938 v hodnosti četaře aspiranta.

### Druhá světová válka
Po německé okupaci v březnu 1939 opustil Josef Nývlt Protektorát Čechy a Morava a přes Slovensko přešel do Budapešti, kde se přihlásil na francouzském velvyslanectví. Přes Jugoslávii, Řecko, Turecko a Sýrii se dostal do Libanonu, odkud 17. dubna 1940 odplul do Francie. V Agde byl zařazen ke zde vznikající československé zahraniční jednotce a k letecké skupině. Do bitvy o Francii nezasáhl a po jejím pádu se v červnu 1940 přesunul do Velké Británie, kde byl přijat do Royal Air Force a zařazen k 24. dopravní peruti v Hendonu určené pro letce s nedokončeným výcvikem nebo malým náletem. Po výcviku sloužil u výcvikové jednotky 1. SS Cranwell, kde působil jako pilot výcvikových letů pro radiotelegrafisty a sám si tak zvýšil počet nalétaných hodin. Dne 23. září 1941 byl převelen do 311. československé bombardovací peruti v Honingtonu, kde absolvoval další výcvik a 18. dubna 1942 byl zařazen mezi operační piloty. Prvního bojového letu se zúčastnil na pozici druhého pilota 22. dubna téhož roku nad Le Havrem. Nedlouho poté došlo k převelení perutě pod Pobřežní velitelství, po kterém se účastnila převážně protiponorkových hlídkových letů. Dne 10. srpna 1942 provedl pod jeho velením stroj Vickers Wellington MK.IC.HF 922 KX-H severně od myslu Ortegal potopení německé ponorky U 578 pod velením korvetního kapitána Ernsta Augusta Rehwinkela.. Tím se stal prvním československým pilotem, který to dokázal. Dne 15. září 1942 byl stroj Vickers Wellington MK.IC.HD 892 KX-H pod velením Josefa Nývlta sestřelen dálkovým stíhacím letounem Junkers Ju 88 poručíka Williho Deupera nad Biskajským zálivem. Nikdo z posádky nepřežil a moře žádné z těl nevyplavilo.

## Rodina
Josef Nývlt se ve Velké Británii zasnoubil s Jacqueline Hamiltonovou, ke sňatku však z důvodu jeho úmrtí nedošlo. Ze vztahu se narodila dcera Karol. Aby mělo dítě otce uzavřela Jacqueline formální sňatek s Nývltovým přítelem por. Josefem Stehlíkem. Po válce a návštěvě matky a dcery u Nývltových rodičů bylo manželství opět rozvedeno.

## Ocenění

### Vyznamenání
- Československý válečný kříž 1939
- Československá medaile Za chrabrost před nepřítelem
- Československá medaile za zásluhy I. stupně
- Pamětní medaile československé armády v zahraničí
- Evropská hvězda leteckých posádek
- Britská medaile Za obranu

### Posmrtná ocenění
- Josef Nývlt byl v roce 1947 in memoriam povýšen do hodnosti nadporučíka, v roce 1991 do hodnosti plukovníka